# 坂初枝
坂 初枝（さか はつえ、1873年（明治6年）4月1日 - 1931年（昭和6年）7月11日）は、大日本帝国陸軍軍人。最終階級は陸軍少将。功四級。

## 経歴・人物
山口県出身。徳山藩士坂虎之丞の子として生まれる。1895年（明治28年）陸軍士官学校第6期卒業。
1917年（大正6年）8月に陸軍歩兵大佐・高瀬連隊区司令官、1919年（大正8年）7月に歩兵第56連隊長を経て、1921年（大正10年）7月に陸軍少将に昇進と同時に待命、同年11月に予備役に編入した。

## 栄典
- 1895年（明治28年）11月15日 - 正八位[3]
- 1901年（明治34年）2月28日 - 正七位[4]